# Попов (Боковский район)
Попов — хутор в Боковском районе Ростовской области.
Входит в состав Каргинского сельского поселения.

## География

### Улицы
- ул. Заречная,
- ул. Луговая,
- ул. Маховая,
- ул. Садовая,
- ул. Чирская,
- ул. Школьная.

## Население
| 1989 | 2002 | 2010 |
| ---- | ---- | ---- |
| 470  | ↘398 | ↗419 |

## Достопримечательности
Территория Ростовской области была заселена еще в эпоху неолита. Люди, живущие на древних стоянках и поселениях у рек, занимались в основном собирательством и рыболовством. Степь для скотоводов всех времён была бескрайним пастбищем для домашнего рогатого скота. От тех времен осталось множество курганов с захоронениями  жителей этих мест. Курганы и курганные группы находятся на государственной охране.
Поблизости от территории хутора Попова Боковского района расположено несколько достопримечательностей – памятников археологии. Они охраняются в соответствии с Федеральным законом от 25.06.2002 N 73-ФЗ "Об объектах культурного наследия (памятниках истории и культуры) народов Российской Федерации", Областным законом от 22.10.2004 N 178-ЗС "Об объектах культурного наследия (памятниках истории и культуры) в Ростовской области", Постановлением Главы администрации РО от 21.02.97 N 51 о принятии на государственную охрану памятников истории и культуры Ростовской области и мерах по их охране и др. 
- Курган   "Попов II". Находится на расстоянии около 1,7 км к юго-западу от хутора Попова.
- Курган "Попов III". Находится на расстоянии около 2,0 км к югу от хутора Попова.
- Курган   "Попов IV".  Находится на расстоянии около  2,5 км к юго-западу от хутора Попова.
- Курган   "Попов V". Находится на расстоянии около 4,0 км к юго-западу от хутора Попова.
- Курган "Попов VI".  Находится на расстоянии около 4,3 км к юго-западу от хутора Попова.
- Курганная группа  "Попов VII" (3 кургана). Находится на расстоянии около 2,9 км к Ю от хутора Попова[4].

Курган   "Попов I" СЗ окраина х.Попова